# Damaracheta schultzei
Damaracheta schultzei är en insektsart som först beskrevs av Heinrich Hugo Karny 1910.  Damaracheta schultzei ingår i släktet Damaracheta och familjen syrsor. Inga underarter finns listade i Catalogue of Life.